# Gran Premio del Sudafrica 1992
Il Gran Premio del Sudafrica 1992 si è svolto domenica 1º marzo 1992 sul Circuito di Kyalami. La gara è stata vinta da Nigel Mansell su Williams seguito dal compagno di squadra Riccardo Patrese e da Ayrton Senna su McLaren.

## Qualifiche
Non viene ammessa alla gara l'Andrea Moda Formula presentatasi con le vetture della Coloni del 1991, a seguito del mancato pagamento da parte di Sassetti della tassa di iscrizione di 100.000 dollari statunitensi richiesta alle nuove squadre (da cui il team si riteneva esente, considerando la propria squadra erede dei diritti della Coloni).

### Classifica
| Pos                     | No | Pilota               | Costruttore            | Tempo    | Distacco |
| ----------------------- | -- | -------------------- | ---------------------- | -------- | -------- |
| 1                       | 5  | Nigel Mansell        | Williams - Renault     | 1:15.486 |          |
| 2                       | 1  | Ayrton Senna         | McLaren - Honda        | 1:16.227 | +0.741   |
| 3                       | 2  | Gerhard Berger       | McLaren - Honda        | 1:16.672 | +1.186   |
| 4                       | 6  | Riccardo Patrese     | Williams - Renault     | 1:16.989 | +1.503   |
| 5                       | 27 | Jean Alesi           | Ferrari                | 1:17.208 | +1.722   |
| 6                       | 19 | Michael Schumacher   | Benetton - Ford        | 1:17.635 | +2.149   |
| 7                       | 16 | Karl Wendlinger      | March - Ilmor          | 1:18.115 | +2.629   |
| 8                       | 20 | Martin Brundle       | Benetton - Ford        | 1:18.327 | +2.841   |
| 9                       | 28 | Ivan Capelli         | Ferrari                | 1:18.387 | +2.901   |
| 10                      | 4  | Andrea De Cesaris    | Tyrrell - Ilmor        | 1:18.544 | +3.058   |
| 11                      | 12 | Johnny Herbert       | Lotus - Ford           | 1:18.626 | +3.140   |
| 12                      | 3  | Olivier Grouillard   | Tyrrell - Ilmor        | 1:18.749 | +3.263   |
| 13                      | 26 | Érik Comas           | Ligier - Renault       | 1:19.200 | +3.714   |
| 14                      | 25 | Thierry Boutsen      | Ligier - Renault       | 1:19.296 | +3.810   |
| 15                      | 15 | Gabriele Tarquini    | Fondmetal - Ford       | 1:19.305 | +3.819   |
| 16                      | 10 | Aguri Suzuki         | Footwork - Mugen-Honda | 1:19.532 | +4.046   |
| 17                      | 9  | Michele Alboreto     | Footwork - Mugen-Honda | 1:19.571 | +4.085   |
| 18                      | 30 | Ukyo Katayama        | Venturi - Lamborghini  | 1:19.621 | +4.135   |
| 19                      | 24 | Gianni Morbidelli    | Minardi - Lamborghini  | 1:19.636 | +4.150   |
| 20                      | 23 | Christian Fittipaldi | Minardi - Lamborghini  | 1:19.641 | +4.155   |
| 21                      | 11 | Mika Häkkinen        | Lotus - Ford           | 1:19.672 | +4.186   |
| 22                      | 29 | Bertrand Gachot      | Venturi - Lamborghini  | 1:20.039 | +4.553   |
| 23                      | 33 | Maurício Gugelmin    | Jordan - Yamaha        | 1:20.120 | +4.634   |
| 24                      | 21 | Jyrki Järvilehto     | Dallara - Ferrari      | 1:20.126 | +4.640   |
| 25                      | 22 | Pierluigi Martini    | Dallara - Ferrari      | 1:20.203 | +4.717   |
| 26                      | 7  | Eric van de Poele    | Brabham - Judd         | 1:20.488 | +5.002   |
| Vetture non qualificate |    |                      |                        |          |          |
| NQ                      | 17 | Paul Belmondo        | March - Ilmor          | 1:20.580 | +5.094   |
| NQ                      | 14 | Andrea Chiesa        | Fondmetal - Ford       | 1:21.209 | +5.723   |
| NQ                      | 32 | Stefano Modena       | Jordan - Yamaha        | 1:21.494 | +6.008   |
| NQ                      | 8  | Giovanna Amati       | Brabham - Judd         | 1:24.405 | +8.919   |

## Gara
Al via Mansell mantiene la testa della corsa; Patrese si porta alle spalle del compagno di squadra, davanti a Senna, Alesi, Schumacher e Berger. La gara procede linearmente, senza sorpassi nelle prime posizioni; gli unici cambiamenti sono dati dal ritiro delle due Ferrari.
Mansell conquista quindi la prima vittoria stagionale, davanti a Patrese, Senna, Schumacher, Berger e Herbert.

### Classifica
I risultati del GP sono stati i seguenti:
| Pos | N. | Pilota               | Costruttore/Motore     | Giri | Tempo/Ritiro     | Griglia | Punti |
| --- | -- | -------------------- | ---------------------- | ---- | ---------------- | ------- | ----- |
| 1   | 5  | Nigel Mansell        | Williams - Renault     | 72   | 1:36'45.320      | 1       | 10    |
| 2   | 6  | Riccardo Patrese     | Williams - Renault     | 72   | +24.360          | 4       | 6     |
| 3   | 1  | Ayrton Senna         | McLaren - Honda        | 72   | +34.675          | 2       | 4     |
| 4   | 19 | Michael Schumacher   | Benetton - Ford        | 72   | +47.863          | 6       | 3     |
| 5   | 2  | Gerhard Berger       | McLaren - Honda        | 72   | +1'13.634        | 3       | 2     |
| 6   | 12 | Johnny Herbert       | Lotus - Ford           | 71   | +1 giro          | 11      | 1     |
| 7   | 26 | Érik Comas           | Ligier - Renault       | 71   | +1 giro          | 13      |       |
| 8   | 10 | Aguri Suzuki         | Footwork - Mugen-Honda | 70   | +2 giri          | 16      |       |
| 9   | 11 | Mika Häkkinen        | Lotus - Ford           | 70   | +2 giri          | 21      |       |
| 10  | 9  | Michele Alboreto     | Footwork - Mugen-Honda | 70   | +2 giri          | 17      |       |
| 11  | 33 | Maurício Gugelmin    | Jordan - Yamaha        | 70   | +2 giri          | 23      |       |
| 12  | 30 | Ukyo Katayama        | Venturi - Lamborghini  | 68   | +4 giri          | 18      |       |
| 13  | 7  | Eric van de Poele    | Brabham - Judd         | 68   | +4 giri          | 26      |       |
| Rit | 3  | Olivier Grouillard   | Tyrrell - Ilmor        | 62   | Motore           | 12      |       |
| Rit | 25 | Thierry Boutsen      | Ligier - Renault       | 60   | Fuel System      | 14      |       |
| Rit | 22 | Pierluigi Martini    | Dallara - Ferrari      | 56   | Frizione         | 25      |       |
| Rit | 24 | Gianni Morbidelli    | Minardi - Lamborghini  | 55   | Motore           | 19      |       |
| Rit | 21 | Jyrki Järvilehto     | Dallara - Ferrari      | 44   | Cambio           | 24      |       |
| Rit | 23 | Christian Fittipaldi | Minardi - Lamborghini  | 43   | Alternatore      | 20      |       |
| Rit | 4  | Andrea De Cesaris    | Tyrrell - Ilmor        | 41   | Motore           | 10      |       |
| Rit | 27 | Jean Alesi           | Ferrari                | 40   | Motore           | 5       |       |
| Rit | 28 | Ivan Capelli         | Ferrari                | 28   | Motore           | 9       |       |
| Rit | 15 | Gabriele Tarquini    | Fondmetal - Ford       | 23   | Motore           | 15      |       |
| Rit | 16 | Karl Wendlinger      | March - Ilmor          | 13   | Surriscaldamento | 7       |       |
| Rit | 29 | Bertrand Gachot      | Venturi - Lamborghini  | 8    | Sterzo           | 22      |       |
| Rit | 20 | Martin Brundle       | Benetton - Ford        | 1    | Frizione         | 9       |       |
| NQ  | 17 | Paul Belmondo        | March - Ilmor          |      |                  |         |       |
| NQ  | 14 | Andrea Chiesa        | Fondmetal - Ford       |      |                  |         |       |
| NQ  | 32 | Stefano Modena       | Jordan - Yamaha        |      |                  |         |       |
| NQ  | 8  | Giovanna Amati       | Brabham - Judd         |      |                  |         |       |

## Classifiche

### Piloti
| Pos. | Pilota             | Punti |
| ---- | ------------------ | ----- |
| 1    | Nigel Mansell      | 10    |
| 2    | Riccardo Patrese   | 6     |
| 3    | Ayrton Senna       | 4     |
| 4    | Michael Schumacher | 3     |
| 5    | Gerhard Berger     | 2     |
| 6    | Johnny Herbert     | 1     |

### Costruttori
| Pos. | Team               | Punti |
| ---- | ------------------ | ----- |
| 1    | Williams - Renault | 16    |
| 2    | McLaren - Honda    | 6     |
| 3    | Benetton - Ford    | 3     |
| 4    | Lotus - Judd       | 1     |